# Taifun Tip

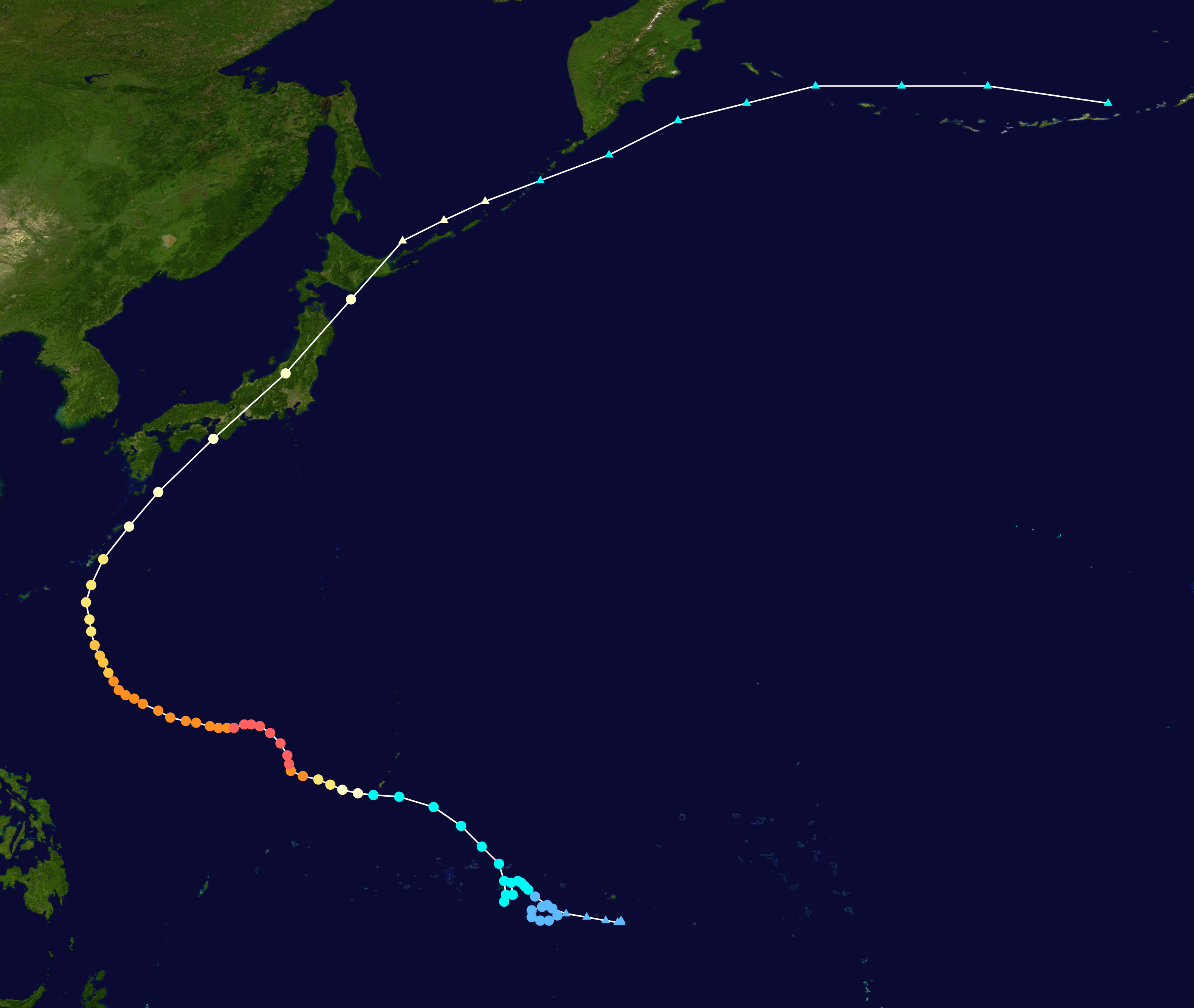
Zugbahn von Taifun Tip

Der Taifun Tip (in Japan: Taifun Nr. 20 des Jahres Shōwa 54) von 1979 war der stärkste und größte tropische Wirbelsturm, der je beobachtet wurde. Er richtete schwere Überflutungen in ganz Japan an und versenkte am ost-chinesischen Küstenstreifen und besonders auf den Philippinen zahlreiche Schiffe. Allerdings ist es möglich, dass es noch vor der Einführung von Wetterstationen und insbesondere vor der Entwicklung der Hochseeschifffahrt stärkere Wirbelstürme gegeben hat, die jedoch nicht registriert wurden.
Der Taifun bildete sich im nordwestlichen Pazifik am 5. Oktober 1979 als Tropische Depression 23. Einen Tag später wurde er als ein tropischer Sturm eingestuft und wurde am 9. Oktober zu einem Taifun. Nur zwei Tage später wurde er durch seinen Aufenthalt über warmem Wasser noch stärker; am 11. Oktober war er ein „Supertaifun“, also ein Sturm der Kategorie 5. Der Luftdruck fiel von 996 auf 898 mbar. Währenddessen hatte er einen Durchmesser von 2200 km. Am 12. Oktober erreichte er Windgeschwindigkeiten von bis zu 305 km/h und einen Luftdruck von 870 mbar. Allein der geringe Luftdruck im Zentrum eines tropischen Wirbelsturms ist in der Lage, den Meeresspiegel um mehr als einen Meter anzuheben. Hinzu kommt, dass der Wind eine mehrere Meter hohe Sturmflut vor sich hertreibt, was an Küstengebieten verheerende Folgen haben kann.
Am 19. Oktober berührte Taifun Tip die japanische Insel Honshū und kostete 86 Menschen das Leben. Sowohl die Landwirtschaft als auch die Fischerei war mit Millionenschäden schwer betroffen.